# Condado de Faribault
El condado de Faribault (en inglés: Faribault County) es un condado en el estado estadounidense de Minnesota. En el censo de 2020 el condado tenía una población de 13 921 habitantes. La sede de condado es Blue Earth. El condado fue fundado el 20 de febrero de 1855 y fue nombrado en honor a Jean-Baptiste Faribault, un comerciante de origen francés y uno de los primeros colonizadores de Minnesota.

## Geografía

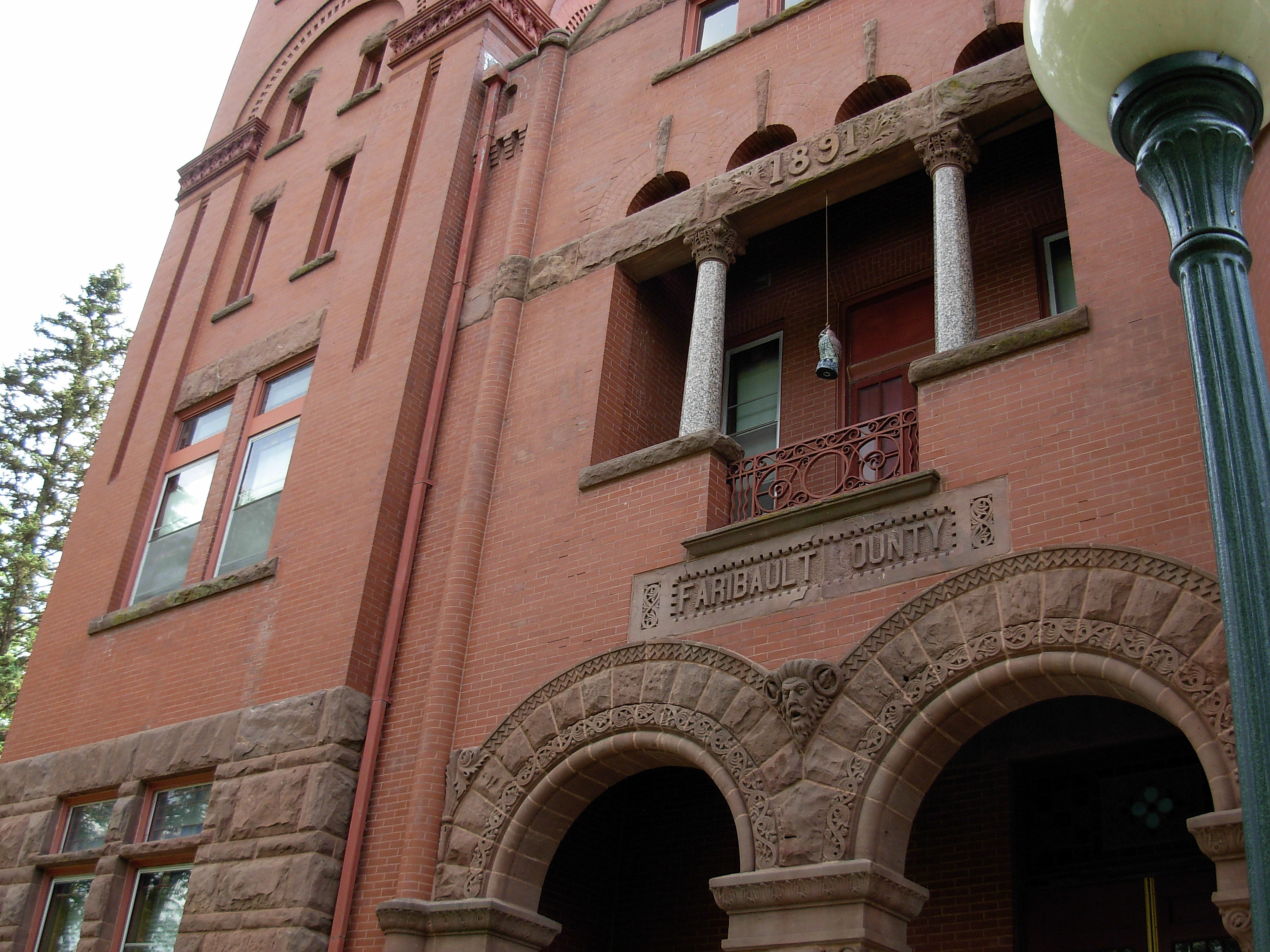
Juzgado del condado de Faribault en Blue Earth.

Según la Oficina del Censo, el condado tiene un área total de 1.869 km² (722 sq mi), de la cual 1.848 km² (714 sq mi) es tierra y 21 km² (8 sq mi) (1,11%) es agua.

### Condados adyacentes
- Condado de Blue Earth (norte)
- Condado de Waseca (noreste)
- Condado de Freeborn (este)
- Condado de Winnebago, Iowa (sureste)
- Condado de Kossuth, Iowa (suroeste)
- Condado de Martin (oeste)

## Autopistas importantes
- Interestatal 90
- U.S. Route 169
- Ruta estatal de Minnesota 22
- Ruta estatal de Minnesota 109
- Ruta estatal de Minnesota 253
- Ruta estatal de Minnesota 254

## Demografía
En el  censo de 2000, hubo 16.181 personas, 6.652 hogares y 4.476 familias residiendo en el condado. La densidad poblacional era de 23 personas por milla cuadrada (9/km²). En el 2000 había 7.247 unidades habitacionales en una densidad de 10 por milla cuadrada (4/km²). La demografía del condado era de 97,11% blancos, 0,24% afroamericanos, 0,19% amerindios, 0,36% asiáticos, 0,04% isleños del Pacífico, 1,36% de otras razas y 0,69% de dos o más razas. 3,50% de la población era de origen hispano o latino de cualquier raza. 
La renta promedio para un hogar del condado era de $34.440 y el ingreso promedio para una familia era de $41.793. En 2000 los hombres tenían un ingreso medio de $28.990 versus $20.224 para las mujeres. La renta per cápita para el condado era de $17.193 y el 8,60% de la población estaba bajo el umbral de pobreza nacional.

## Localidades

### Ciudades y pueblos
| - Blue Earth - Bricelyn - Delavan | - Easton - Elmore - Frost | - Huntley - Kiester - Minnesota Lake | - Walters - Wells - Winnebago |

### Municipios
| - Municipio de Barber - Municipio de Blue Earth City - Municipio de Brush Creek - Municipio de Clark - Municipio de Delavan - Municipio de Dunbar - Municipio de Elmore | - Municipio de Emerald - Municipio de Foster - Municipio de Jo Daviess - Municipio de Kiester - Municipio de Lura - Municipio de Minnesota Lake - Municipio de Pilot Grove | - Municipio de Prescott - Municipio de Rome - Municipio de Seely - Municipio de Verona - Municipio de Walnut Lake - Municipio de Winnebago City |